# Villers-au-Flos
Villers-au-Flos là một xã ở tỉnh Pas-de-Calais, vùng Hauts-de-France của Pháp.

## Địa lý
Villers-au-Flos có cự ly khoảng 19 dặm (30,6 km) về phía nam Arras, gần giao lộ của đường D11 và N17.

## Dân số
| 1962                                                         | 1968 | 1975 | 1982 | 1990 | 1999 | 2006 |
| ------------------------------------------------------------ | ---- | ---- | ---- | ---- | ---- | ---- |
| 231                                                          | 237  | 202  | 187  | 192  | 196  | 190  |
| Số liệu điều tra dân số từ năm 1962: Dân số không tính trùng |      |      |      |      |      |      |

## Địa điểm nổi bật
- Nhà thờ St.Pierre, được xây lại sau đệ nhất thế chiến.